# Vilaiete de Carpute
O vilaiete de Mamuretulaziz (em turco otomano: ولايت معمورة العزيز; romaniz.: Vilâyet-i Ma'muretül'aziz ou معمورة العزيز ولايتى, Ma'muretül'aziz), também conhecido como vilaiete de Carpute (em armênio: Խարբերդի վիլայեթ; romaniz.: Xarberdi Vilayet’), foi uma divisão administrativa de primeiro nível (vilaiete) do Império Otomano no final do século XIX e início do XX. Foi também um dos seis vilaietes armênios. Estava localizado entre os vales dos rios Eufrates e Murate, a noroeste do vilaiete de Sivas.

## História
O vilaiete foi criado em 1879-80 a partir de uma parte do vilaiete de Diarbaquir que incluía Malátia. Em 1888, por uma ordem imperial, o vilaiete de Cozate foi unido ao Mamuretulaziz. No início do século XX, a área era de 14 614 milhas quadradas (37 850 quilômetros quadrados), enquanto os resultados preliminares do primeiro censo otomano de 1885 (publicado em 1908) deram uma população de 575 314. A precisão dos números populacionais varia de "aproximados" a "meramente conjecturais", dependendo da região de onde foram coletados. Em 1912, de acordo com as estatísticas russas, o vilaiete tinha 450 mil residentes; 168 mil eram armênios, 182 mil eram turcos, 95 mil eram curdos e cinco mil eram ortodoxos siríacos.

## Divisões administrativas
Sanjacos do vilaiete:
- Sanjaco de Mamuretulaziz (Mamuretulaziz, Quemalie, Arapeguir, Puturgue)
- Sanjaco de Malátia (Malátia, Besni, Adeiamane, Caqueta, Acchada)
- Sanjaco de Dersim (Cozate, Tunjeli, Chemisguezeque, Acpazar, Ovajeque, Nazemie, Mazguirte)